# Chilov
Chilov oder Tschilow (aserbaidschanisch Çilov adası, russisch Чилов) ist eine Insel vor der Küste Aserbaidschans im Kaspischen Meer, ungefähr 60 km östlich der aserbaidschanischen Hauptstadt Baku gelegen.

## Geographie
Tschilow liegt etwa 15 km vom östlichen Ende der Halbinsel Abşeron entfernt. Die Insel ist rund 11,5 Quadratkilometer groß und besitzt durch ihre unregelmäßige Form zahlreiche Buchten und Landzungen. Die höchste Erhebung der Insel liegt acht Meter über dem Meeresspiegel.
Die Insel Tschilow ist der östlichste Punkt Aserbaidschans (40° 18′ 0″ N, 50° 33′ 0″ O).
Verwaltungstechnisch gehört Tschilow zum Stadtbezirk Xəzər in der Stadtprovinz Baku.

## Geschichte
1781 entdeckte eine russische Expedition unter der Führung von Konteradmiral Graf Mark Voynovich große Erdöl- und Gasvorkommen auf dem Meeresboden vor der Insel.

## Wirtschaft
Auf der Insel und um Tschilow herum befinden sich erdölfördernde und erdölverarbeitende Anlagen, die die Erdölvorkommen in der Region ausbeuten.